# Floris IV Holenderski
Floris IV (ur. 24 czerwca 1210 w Hadze, zm. 19 lipca 1234 w Corbie) - hrabia Holandii od 1222 do 1234, z dynastii Gerolfingów, syn Wilhelma I i Adelajdy z Geldrii.
Regentem Florisa był Baldwin Bentheim. Floris podbił Altenę. Był rycerzem, osobiście uczestniczył w krucjatach przeciwko Sedingenom (północna Brema), zmarł podczas wyprawy do Francji. Jego następcą był Wilhelm II.